# Carel de Hooch

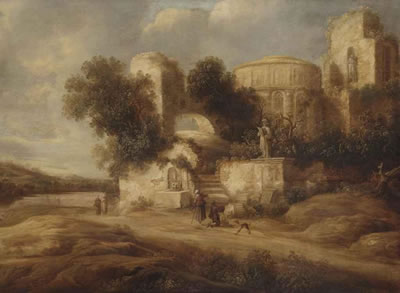
Paesaggio

Carel Cornelisz. de Hooch (... – Utrecht, 1638) è stato un pittore olandese.

## Biografia
Pittore di paesaggi, se ne ignorano la data e il luogo di nascita. Elementi stilistici nelle sue opere suggeriscono un probabile viaggio formativo in Italia. Nel 1628 è documentato a Haarlem, mentre negli anni successivi si trovò a Utrecht, dove morì nel 1638.
Della sua opera non rimangono molti lavori, i quali mostrano l'adesione ai modi di Cornelis van Poelenburch e Bartholomeus Breenbergh, con occasionali reminiscenze italiane e olandesi. Interessante è la serie di grotte con trappole e un uso della luce che evoca atmosfere magiche.